# Troféu do Município de Melgaço
O Troféu de Melgaço  é um torneio de futebol jogado na pré-época, realizado anualmente na vila portuguesa de Melgaço. O Troféu do Município de Melgaço teve o seu início em 2001, aquando da inauguração do Centro de Estágios de Melgaço a 7 de Outubro de 2001.

## Edições
| Ano  | Campeão                 | Resultado        | Vice-Campeão       | Locais                      |
| ---- | ----------------------- | ---------------- | ------------------ | --------------------------- |
| 2001 | 00 FC Porto             | 0 - 0 (4 - 3 p.) | SC Braga           | Estádio de Melgaço, Melgaço |
| 2002 | 00 Gil Vicente FC       | 2 - 0            | SC Braga           | Estádio de Melgaço, Melgaço |
| 2003 | 00 CS Marítimo          | 4 - 0            | RC Celta de Vigo B | Estádio de Melgaço, Melgaço |
| 2004 | 00 CS Marítimo          | 2 - 0            | RC Celta de Vigo   | Estádio de Melgaço, Melgaço |
| 2005 | 00 CS Marítimo          | 1 - 0            | FC Penafiel        | Estádio de Melgaço, Melgaço |
| 2006 | 00 RC Celta de Vigo     | 2 - 0            | CS Marítimo        | Estádio de Melgaço, Melgaço |
| 2007 | 00 CS Marítimo          | 2 - 1            | RC Celta de Vigo   | Estádio de Melgaço, Melgaço |
| 2008 | 00 RC Celta de Vigo     | 1 - 1 (5 - 4 p.) | CS Marítimo        | Estádio de Melgaço, Melgaço |
| 2009 | 00 FC Paços de Ferreira | 1 - 0            | RC Celta de Vigo   | Estádio de Melgaço, Melgaço |
| 2010 | 00 RC Celta de Vigo     | 1 - 1 (4 - 2 p.) | Leixões SC         | Estádio de Melgaço, Melgaço |
| 2011 | 00 SC Braga             | 2 - 0            | CD das Aves        | Estádio de Melgaço, Melgaço |
| 2012 | 00 RC Celta de Vigo     | 2 - 2 (4 - 2 p.) | GD Estoril Praia   | Estádio de Melgaço, Melgaço |
| 2013 | 00 GD Estoril Praia     | 1 - 1 (3 - 1 p.) | Leixões SC         | Estádio de Melgaço, Melgaço |
| 2014 | 00 FC Penafiel          | 0 - 0 (5 - 4 p.) | GD Estoril Praia   | Estádio de Melgaço, Melgaço |
| 2015 | 00 GD Chaves            | 1 - 1 (4 - 2 p.) | RC Celta de Vigo B | Estádio de Melgaço, Melgaço |
| 2016 | 00 RC Celta de Vigo     | 2 - 1            | Real Valladolid CF | Estádio de Melgaço, Melgaço |

## Número de vitórias
| Clube                | Vencedor | Finalista vencido |
| RC Celta de Vigo     | 5        | 3                 |
| CS Marítimo          | 4        | 2                 |
| SC Braga             | 1        | 2                 |
| GD Estoril Praia     | 1        | 2                 |
| FC Penafiel          | 1        | 1                 |
| FC Porto             | 1        | 0                 |
| Gil Vicente FC       | 1        | 0                 |
| FC Paços de Ferreira | 1        | 0                 |
| GD Chaves            | 1        | 0                 |
| RC Celta de Vigo B   | 0        | 2                 |
| Leixões SC           | 0        | 1                 |
| CD das Aves          | 0        | 1                 |
| Real Valladolid CF   | 0        | 1                 |